# Gertrud Felsegg
Gertrud Felsegg (vor 1889 in Berlin – nach 1902) war eine deutsche Theaterschauspielerin.

## Leben
Felsegg begann ihre Bühnenlaufbahn 1889 in Stralsund, kam 1890 nach Neustrelitz, nach zweijährigem Wirken daselbst nach Düsseldorf und trat 1893 in den Verband des Stadttheaters in Straßburg, wo sie als Clärchen debütierte. Sie vertrat das Fach der ersten Heldinnen und sentimentalen Liebhaberinnen gleich wirkungsvoll und zeigten ihre Darstellungen von verständnisvoller Auffassung. Sie verstand Maß zu halten, verließ nie den Boden der Wirklichkeit und wusste sowohl in der Klassik wie im modernen Stück zu interessieren.
Aus ihrem reichen Repertoire sind hervorzuheben „Königin“ in Carlos, „Hero“, „Beatrice“, „Gretchen“, „Jungfrau von Orleans“, „Maria Stuart“ etc. sowie „Agathe“ in Herr Senator, „Josephine von Pöchlar“ in Goldfische, „Salome“, „Nanetta“ in Rothe Robe, „Beate“ in Es lebe das Leben.
Ihr weiterer Lebensweg ist unbekannt.